# Wincenty Adamski (1894–1940)
Wincenty Adamski (ur. 11 października 1894 w Górce Kościelnickiej, zm. 11–14 maja 1940 w Kalininie) – polski rolnik (osadnik wojskowy), sierżant Wojska Polskiego, działacz niepodległościowy, kawaler Orderu Virtuti Militari.

## Życiorys
Urodził się 11 października 1894 we wsi Górka Kościelnicka, w ówczesnym powiecie krakowskim Królestwa Galicji i Lodomerii, w rodzinie Jana i Julii z Klasińskich. W 1907 ukończył trzy oddziały szkoły powszechnej w Kościelnikach. Przed 1914 pracował jako pracownik restauracyjny i przez dwa lata był członkiem Związku Strzeleckiego w Krakowie.
W czasie I wojny światowej walczył w szeregach 5. kompanii 2 pułku piechoty Legionów Polskich. W 1915 został ranny pod Rokitną. Od 1917 w Polskim Korpusie Posiłkowym. Po bitwie pod Rarańczą (15/16 lutego 1918) w II Korpusie Polskim w Rosji. 11 maja 1918 w szeregach 13 pułku strzelców walczył w bitwie pod Kaniowem. Na przełomie 1918 i 1919 wziął udział w bitwie o Lwów. W czasie wojny z bolszewikami walczył w szeregach II batalionu 5 pułku piechoty Legionów. Wyróżnił się w trzeciej dekadzie sierpnia 1920 dowodząc I plutonem 5. kompanii w wypadzie na Nowy Dwór. 11 września 1920 dowódca 5 pp Leg. major Wincenty Kowalski we wniosku na odznaczenie orderem „Virtuti Militari” napisał: „podczas wypadu na Nowy Dwór kompania 5. szła na czele batalionu – marsz był bojowy. Jako szpica szedł sierż. Adamski z 10 ludźmi swojego plutonu. Gdy szpica podeszła do wsi Zalesie dał się słyszeć głos «stój – kto idzie» i bezpośrednio potym salwy karabinowe oraz ogień rkm. Nie zważając na gęsty ogień sierż Adamski rzuca się ze swoimi ludźmi do ataku i na «hurra» wpada do wsi. Szwadron kawal[erii]. bolszew[ickiej]. (90 szabel), który osadzał Zalesie w popłochu i rozsypce uciekł ze wsi, zostawiając prócz zabitych – jeńców i konie w naszym ręku. Sierż. Adamski niejednokrotnie już daje przykłady bohaterstwa i pogardy śmierci wobec wroga”.
Po zakończeniu wojny otrzymał, w ramach osadnictwa wojskowego, działkę o powierzchni 21 ha w osadzie Berezowiec, w gminie Korelicze powiatu stołpeckiego.
W czasie kampanii wrześniowej 1939 dostał się do sowieckiej niewoli. Od 28 września 1939 przebywał w obozie w Ostaszkowie. Między 10 a 13 maja 1940 został przekazany do dyspozycji naczelnika Obwodowego Zarządu NKWD w Kalininie (lista nr 058/4). Między 11 a 14 maja 1940 został zamordowany w Kalininie (obecnie Twer) i pogrzebany w Miednoje. Od 2 września 2000 spoczywa na Polskim Cmentarzu Wojennym w Miednoje.
Był żonaty z Marią (ur. 28 lutego 1897), z którą miał pięcioro dzieci: Kazimierza (ur. 15 marca 1922), Marię (ur. 5 września 1923), Wincentego (ur. 23 stycznia 1925), Zofię (ur. 17 grudnia 1926) i Stefana (ur. 5 sierpnia 1928). 10 lutego 1940 żona z dziećmi została deportowana do osady Żarowskij lesopunkt w powiecie wożegodzkim obwodu wołogodzkiego, gdzie przebywali od 24 lutego tego roku do 31 sierpnia 1941. Później rodzina została ewakuowana z ZSRR. Zofia i Stefan trafili do  Polskiego Domu Dziecka (ang. Polish Children's Home) w Oudtshoorn, w Południowej Afryce. Córka Maria służyła w Pomocniczej Lotniczej Służbie Kobiet na stanowisku kancelistki i została odznaczona Krzyżem Walecznych.

## Ordery i odznaczenia
- Krzyż Srebrny Orderu Wojskowego Virtuti Militari nr 661[1] – 22 lutego 1921[13]
- Krzyż Walecznych – 1921 „za męstwo i odwagę wykazane w bitwie Kaniowskiej w składzie b. II Korpusu Wschodniego w dniu 11.5.18 r.”[7][6]
- Krzyż Kaniowski[6]
- Odznaka pamiątkowa „Orlęta”[6]
- Odznaka II Brygady Legionów Polskich[14]